# Grip test
 (janvier 2014).
En médecine, le test de serrage (grip test) est un test médical de mesure de la force musculaire dans des conditions standardisées, avec mesure simultanée de différents paramètres biochimiques sanguins.
Pour le test de serrage de la main il suffit d'agripper la poignée d'un dynamomètre à main, serrer fort, relâcher, et serrer et relâcher de nouveau, répéter ceci autant de fois que c'est nécessaire pour exécuter les tests simultanées.
Ce test permet le dépistage de pathologies mitochondriales et musculaires.
La facilité du test simple l'a rendu utile aussi pour les haltérophiles et autres sportifs pour mesurer l'avancement de l'entrainement des muscles.
Il existe également un test de serrage du pied.